# Sandra Volker
Sandra Volker (Alemania, 1 de abril de 1974) es una nadadora alemana retirada especializada en pruebas de estilo libre, donde consiguió ser subcampeona olímpica en 1996 en los 100 metros.

## Carrera deportiva
En los Juegos Olímpicos de Atlanta 1996 ganó la medalla de plata en los 100 metros libres, con un tiempo de 54.88 segundos, tras la china Le Jingyi y por delante de la estadounidense Angel Martino; asimismo ganó el bronce en los 50 metros libres, con un tiempo de 25.14 segundos, tras la estadounidense Amy Van Dyken y de nuevo la china Le Jingyi. También ganó el bronce en los relevos de 4 x 100 metros estilo libre, tras Estados Unidos y China (plata).